# Bug-Byte
Bug-Byte Software Ltd. était une entreprise de développement de jeux vidéo fondée en 1980 par Tony Baden et Tony Milner (les deux étaient de l'université d'Oxford). Elle était l'une des premières entreprise à développer des jeux vidéo pour des ordinateurs 8 bit dans les années 1980 pour Sinclair, Commodore et d'autres marques d'ordinateurs personnels, en particulier pour le Spectrum. Les titres les plus connus étaient Manic Miner et Twin Kingdom Valley.

## Histoire
Créée en 1980 par Tony Baden et Tony Milner, l'entreprise était située à Liverpool au Royaume-Uni. Elle a aidé à fonder des éditeurs de logiciel dans cette région. En 1983 le programmeur Eugene Evans ainsi que deux cadres supérieurs ont quitté la société pour fonder Imagine Software. Plus tard dans l'année Matthew Smith (en), un développeur indépendant qui a écrit Manic Miner, part pour rejoindre Software Projects (en). En mai 1985, après une période financièrement difficile dans l'industrie, la compagnie est entrée en liquidation volontaire, et les droits de leurs jeux ainsi que leur marque ont été achetés par Argus Press PLC (en). La nouvelle société a continué de sortir des jeux de leur propre logiciel sous le nom de Bug-Byte par l'intermédiaire de la filiale Argus Press Software Ltd. Argus Press Software Ltd devient Grandslam Entertainment (en) en 1987 après un management buy-out.

## Logiciels
- Aardvark (en) (1986)
- Adventure (1982) pour ZX81
- Another Vic in the Wall
- Aquarius
- Astertroids
- Automan (1985)
- Backgammon
- Birds and the Bees
- The Birds and the Bees II: Antics (en) (1985)
- Bomber Bob
- BOP! (1986)
- Break Out
- Cavern Fighter
- Chess
- City Defence (1983)
- Codename Mat 2
- Cosmiads
- Cricket (1985)
- The Damsel and the Beast (1981) pour ZX81
- Diagon (1985)
- Dictateur (1983) pour ZX81[1]
- Dragon Quest (1982)
- Droid Dreams (1988)
- Dunjunz (en) (1987)
- Elevator Action
- Galaga (1988)
- Galaxy Wars (1983)
- Gladiator
- Grange Hill (jeu vidéo) (en)
- Head Start
- Hoodoo Voodoo (1986)
- Hunkidory (1986)
- I-Wizard (1988)
- Ice Hockey (1985)
- International Cricket
- Invaders (1982) pour ZX81
- Jack Attack (1985)
- Jeep Command (1986)
- Kat Trap (1987)
- Kung-Fu (1984)
- Leaper
- Little Green Man (1988)
- Manic Miner (1983)
- Mazogs (en) (1982) pour ZX81[2]
- Megarok
- Miami Dice (1986)
- Monkey Nuts (1988)
- Nick Faldo Plays The Open (1987)
- Old Father Time
- Orbix The Terrorball
- Panic
- Piggy (1988)
- Pi-R Squared
- Plan B (1986)
- Plan B2 (1987)
- Pool (1983)
- Rapscallion (1984)
- Roboto (1986)
- Rubicon (1987)
- Savage Pond (en) (1985)
- Sea Lord
- Scramble
- Sky Hawk (1986)
- Space Pirates
- Spacewarp
- Spectral Invaders (1981)
- Spectres
- Spellseeker (1987)
- Split Personalities
- Squeakaliser
- Star Force Seven (1985)
- Star Soldier (1987)
- Star Trader (1984)
- Star Trek (1981) pour ZX81
- Stay Kool
- Strange loop
- STI (Search for Terrestrial Intelligence) (1988)
- Styx (en)
- Templeton
- Tennis (1985)
- Terramex
- The Castle (1983)
- Time Trax (1986)
- The Damsel and the Beast
- The Dogboy (1985)
- The Pay-Off (1984)
- Turmoil (jeu vidéo, 1984) (en)
- Twin Kingdom Valley (en) (1983)
- Uranians
- Vic Men (1983)
- Vic Panic (1983)
- Zoot (1985)